# Schrammbord

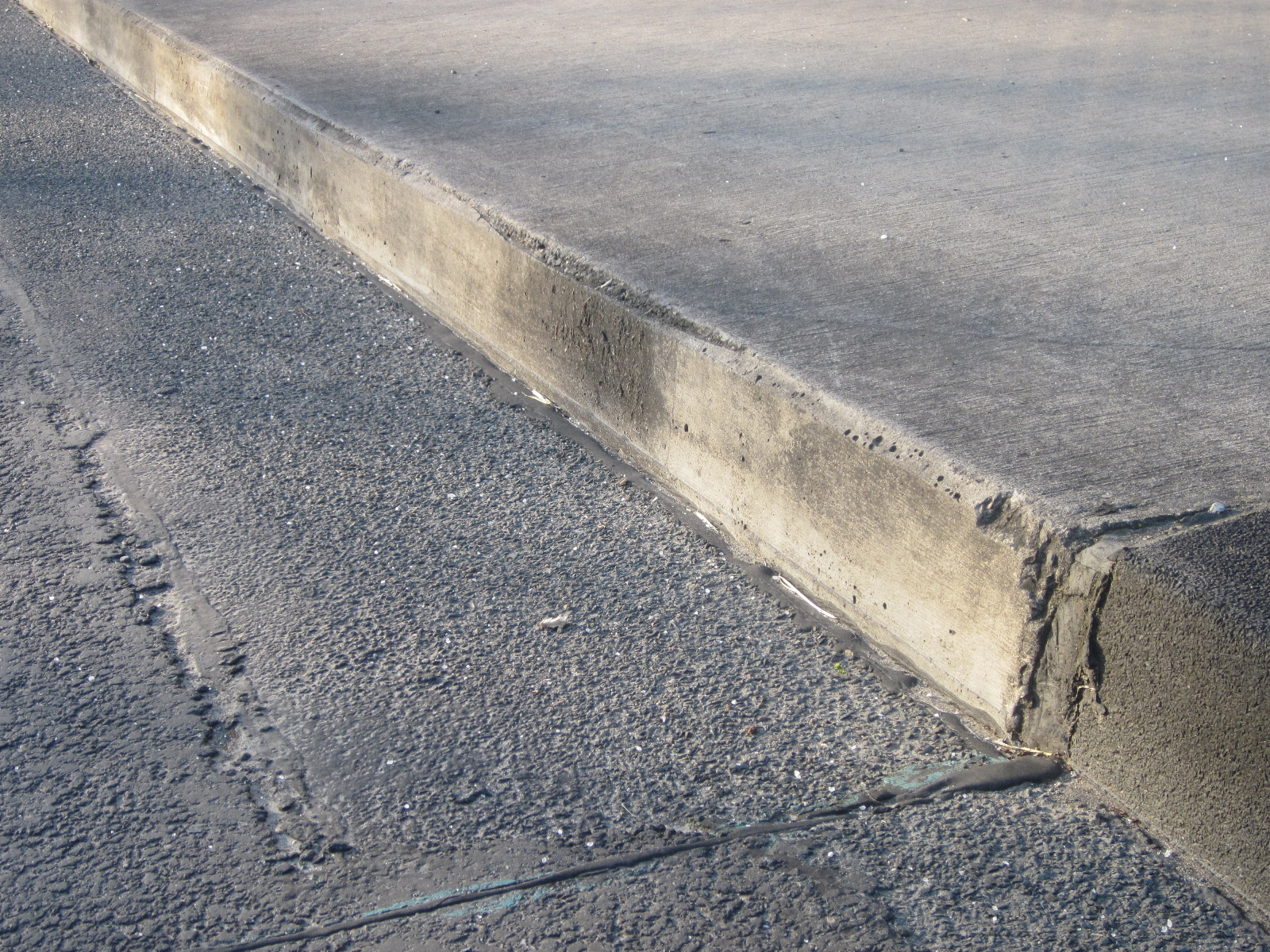
Schrammbord an einer Brücke

Ein Schrammbord ist eine Schutzeinrichtung aus Holz, Beton, Asphalt oder Stahl zur Sicherung von Verkehrsteilnehmern bzw. Arbeitsstellen an oder auf Straßen.

## Verwendung und Beschaffenheit

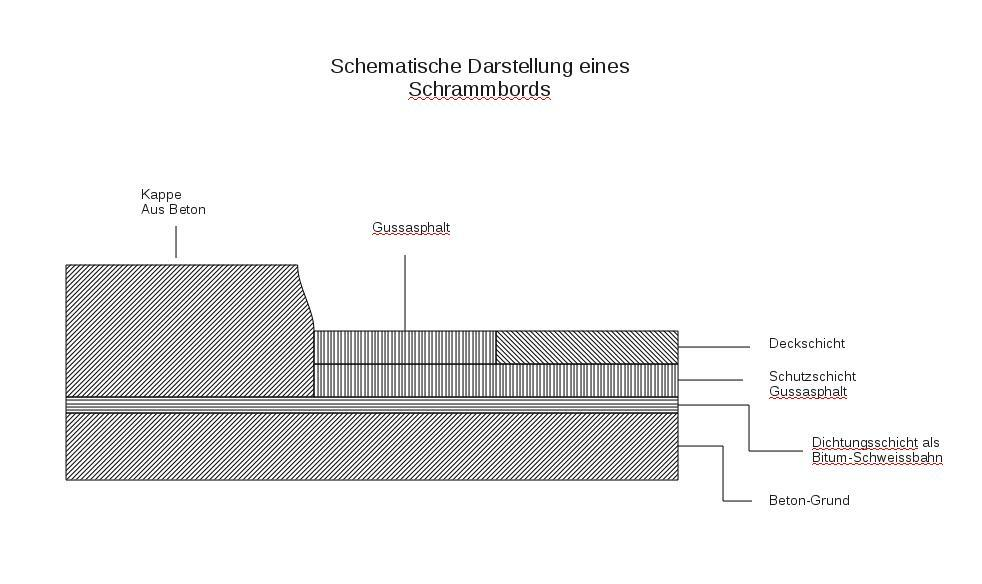
Schematischer Aufbau eines Schrammbords

Ein Schrammbord dient der Trennung von Verkehrsfläche und Arbeitsbereich, der Trennung von verschiedenen Verkehrsarten (z. B. Kfz und Fußgänger) oder der Abgrenzung als Fahrbahnteiler und besitzt eine radabweisende Wirkung. Die Höhe des Schrammbords richtet sich nach dem Einsatzort. Sie beträgt 7 cm bis 20 cm. An der vorderen Ansichtsfläche sind in der Regel die Kanten gebrochen.
Wird auf Brücken ein Schrammbord verwendet, ist der Aufbau wie folgt: Über dem Grundbeton wird eine Dichtungsbahn aus Bitumen gelegt, damit keine Feuchtigkeit in das Bauwerk eindringen kann. Zum Schutz der Bitumenbahn wird eine Schicht aus Gussasphalt und anschließend die Deckschicht aufgetragen. Den sichtbaren Betonteil des Schrammbords nennt man Kappe.
Zu finden sind Schrammborde auch an Autobahnbrücken, wo sie der Sicherheit der Verkehrsteilnehmer dienen, damit diese nicht von der Fahrbahn abkommen. Das Schrammbord ist hier ein Abschlusselement zum Rand der Brücke.

## Renovierung bei Feuchtigkeitsschäden

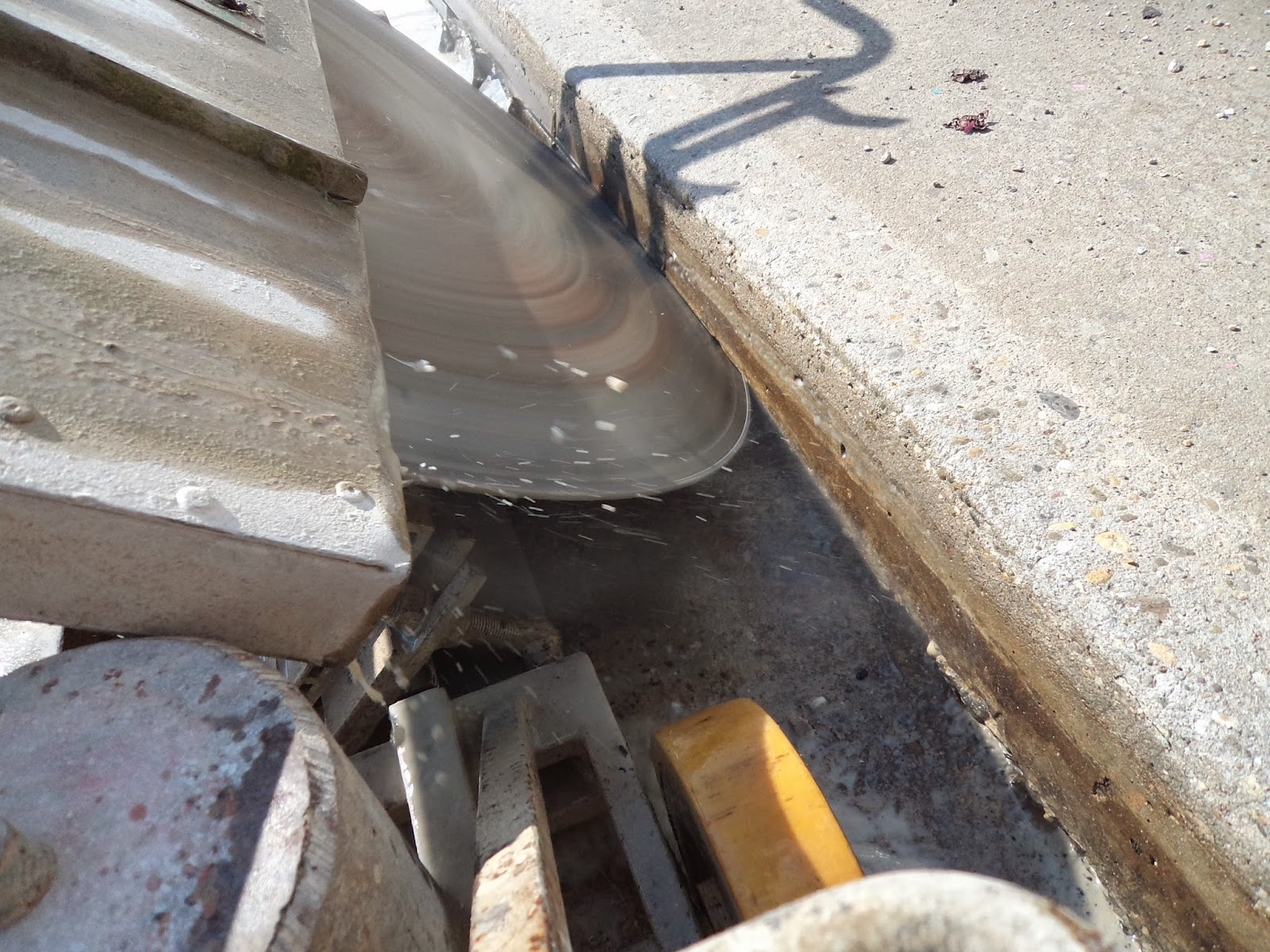
Bearbeitung eines Schrammbords

Um dauerhafte Schäden an Bauwerken/Brücken zu vermeiden, muss beim Eindringen von Feuchtigkeit gegebenenfalls die Bitumenschicht erneuert werden.
Dazu wird ein Teil der Kappe abgetrennt, damit die Deck- und Schutzschicht leichter entfernt werden kann. Anschließend wird die Bitumenschicht neu verlegt und an dem in der Kappe entstandenen Keil ein Stück nach oben verlegt, um eine höchstmögliche Abdichtung zu erzielen.

## Normen und Standards
- Zusätzliche Technische Vertragsbedingungen und Richtlinien für Sicherungsarbeiten an Arbeitsstellen an Straßen (ZTV-SA)